# Heterabraxas fulvosparsa
Heterabraxas fulvosparsa là một loài bướm đêm trong họ Geometridae.